# Messier 4
Messier 4 (též NGC 6121) je +5,9 mag jasná kulová hvězdokupa s úhlovým průměrem 26,3'. Nachází se v souhvězdí Štíra, přibližně jeden stupeň západně od hvězdy Antares. Za příznivých pozorovacích podmínek je viditelná pouhým okem.
Objevil ji v roce 1745 švýcarský matematik a astronom Philippe Loys de Chéseaux, svůj objev však nepublikoval. Charles Messier ji katalogizoval 8. května 1764.

## Popis
Messier 4 je jedna z nejbližších známých hvězdokup, proto také v ní mohl Charles Messier rozeznat jednotlivé hvězdy. M4 se tak stala první objevenou hvězdokupou vůbec. M4 patří také mezi nejmenší a nejvíce rozptýlené známé hvězdokupy. V jejím středu se nachází neobvyklá centrální příčka z hvězd. Celkem obsahuje více než 100 000 hvězd, z toho asi 40 000 velmi starých bílých trpaslíků. V této hvězdokupě bylo také objeveno 43 proměnných hvězd. Od sluneční soustavy se vzdaluje rychlostí 65 km·s−1.

## Objevy
V roce 1987 byl v této mlhovině objeven první milisekundový pulsar (PSR 1821-24). Jde o neutronovou hvězdu s periodou rotace více než 300 otáček za sekundu – rotuje tedy desetkrát rychleji než pulsar ve středu Krabí mlhoviny.
V roce 1997 vyfotografoval Hubbleův vesmírný dalekohled v jejím středu bílé trpaslíky, které patří k nejstarším známým hvězdám v Galaxii. Jejich stáří je 13 miliard let.

### Systém PSR B1620-26

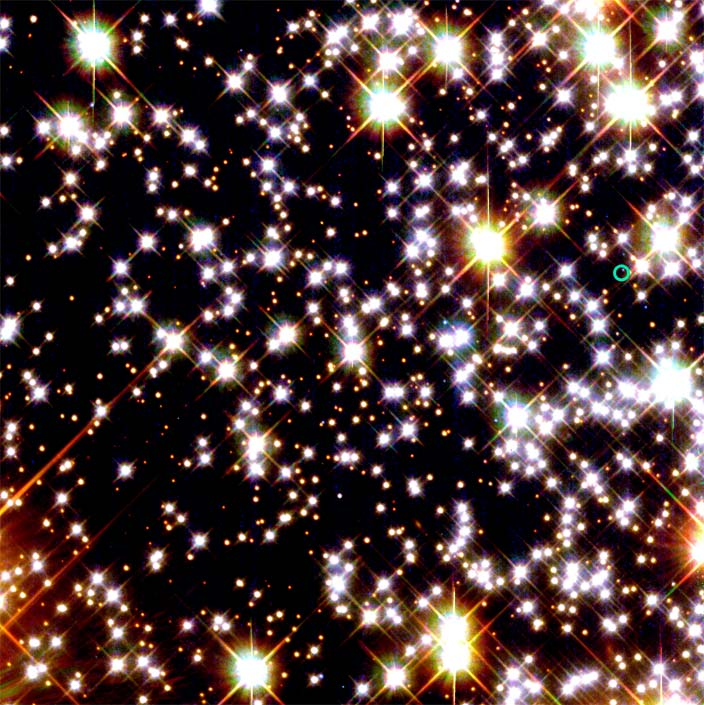
Střed hvězdokupy M4 s vyznačeným (zelený kroužek) systémem PSR B1620-26

V roce 1987 britský tým objevil ve středu M4 milisekundový pulsar PSR B1620-26 s hmotností 1,4 M☉. Během dalších výzkumů byl objeven, díky svému gravitačnímu vlivu, bílý trpaslík (PSR B1620-26 B) o hmotnosti 0,4 M☉, který tvoří s tímto pulsarem (neutronovou hvězdou) binární systém – dvojhvězdu. Obě hvězdy obíhají kolem společného těžiště přibližně dvakrát za pozemský rok. Později byly zjištěny další odchylky v pohybu pulsaru o kterých se usuzovalo, že je způsobuje třetí těleso v soustavě. V průběhu dalších let byly upřesněny výchylky v oběžných drahách těles v systému a podle toho byla určena v roce 2003 hmotnost třetího tělesa. Jde o těleso s hmotností 2,5× větší než je hmotnost Jupitera – jde tedy o planetu, na hvězdu či hnědého trpaslíka je objekt malý. Planeta obíhá soustavu okolo společného těžiště ve vzdálenosti 50 AU. Stáří této planety (označované jako PSR B1620-26 c) bylo určeno na více než 12,5 miliard let. Jde tedy o nejstarší dosud známou planetu (mnohem starší než Slunce). Stáří planety je jedním z důkazů, které podporují teorii, že první hvězdy mohly vznikat již asi 200 000 000 let po Velkém třesku.